# Prințesa Alexandra de Saxa-Coburg-Gotha
Prințesa Alexandra de Saxa-Coburg și Gotha (Alexandra Louise Olga Victoria; 1 septembrie 1878 – 16 aprilie 1942) a fost membră a familiei regale britanice.

## Tinerețea

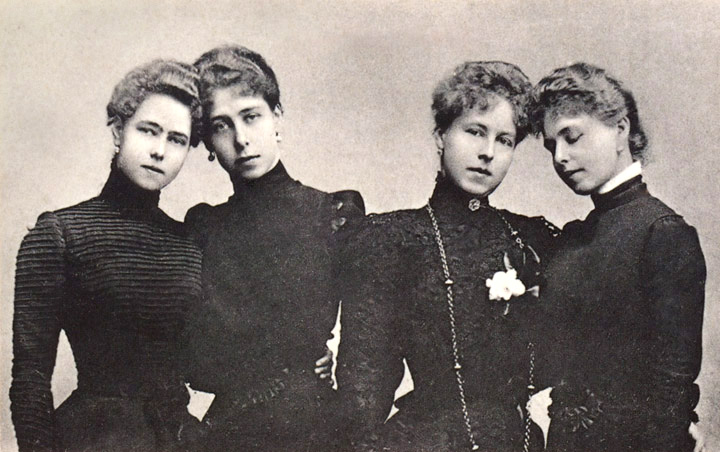
Prinţesa Alexandra împreună cu cele trei surori aale sale. De la stânga la dreapta, Beatrice, Victoria, Alexandra și Maria.

Alexandra s-a născut la 1 septembrie 1878 la Castelul Rosenau din Coburg. Tatăl prințesei Alexandra a fost Alfred, Duce de Saxa-Coburg și Gotha, al doilea fiu al reginei Victoria și a Prințului Albert de Saxa-Coburg și Gotha. Mama sa a fost Marea Ducesă Maria Alexandrovna a Rusiei, fiică a Țarului Alexandru al II-lea al Rusiei și a Mariei de Hesse.
Tânăra prințesă a fost botezată la 2 octombrie 1878 la Palatul Edinburgh din Coburg. Printre nașii ei a fost și unchiul matern Marele Duce Alexei Alexandrovici al Rusiei.
Numită 'Sandra' de familie, Alexandra și-a petrecut copilăria la început în Anglia apoi între 1886 și 1889 în Malta unde tatăl ei a servit în Royal Navy. În 1889 familia se mută la Coburg, Germania deoarece tatăl Alexandrei, Alfred, era moștenitorul aparent al Ducatului de Saxa-Coburg și Gotha.
În 1893, unchiul Alexandrei, Ernst al II-lea, Duce de Saxa-Coburg și Gotha (fratele bunicului patern, Prințul Albert) a murit fără să lase moștenitori. Tatăl său, Ducele de Edinburgh a moștenit Ducatul Saxa-Coburg și Gotha. Prin urmare, prințesa Alexandra a fost și prințesă britanică și prințesă de Saxa-Coburg și Gotha. De-a lungul vieții ei, Alexandra a fost eclipsată de cele două surori mai mari, Maria și Victoria. Alexandra, mai puțin frumoasă decât surorile ei a fost simplă, liniștită și nu la fel de strălucitoare.

## Căsătoria

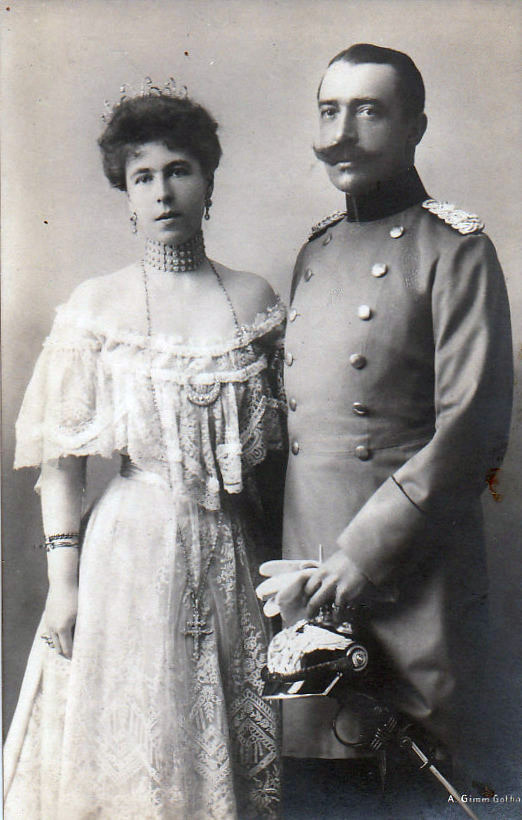
Alexandra şi Ernst al II-lea.

La 20 aprilie 1896 la Coburg, Germania, Prințesa Alexandra s-a căsătorit cu Ernst Wilhelm Friedrich Carl Maximilian, Prinț de Hohenlohe-Langenburg. (13 septembrie 1863 - 11 decembrie 1950). Împreună au avut cinci copii:
- Gottfried, al 8-lea Prinț de Hohenlohe-Langenburg (24 mai 1897 - 11 mai 1960); căsătorit cu prințesa Margarita a Greciei și Danemarcei, au avut moștenitori
- Prințesa Marie Melita de Hohenlohe-Langenburg (18 ianuarie 1899 - 8 noiembrie 1967)
- Prințesa Alexandra de Hohenlohe-Langenburg (2 aprilie 1901 - 26 octombrie 1963)
- Prințesa Irma de Hohenlohe-Langenburg (4 iulie 1902 - 8 martie 1986)
- Prințul Alfred de Hohenlohe-Langenburg (16 aprilie 1911 - 18 aprilie 1911)

Alexandra a trăit pentru restul vieții ei în Germania. După decesul tatălui ei în 1900, soțul Alexandrei a fost numit regent al ducatului de Saxa-Coburg în timpul minoratului noului duce (singurul frate al Alexandrei, Alfred, Prinț de Saxa-Coburg și Gotha, a murit în 1899). În timpul Primului Război Mondial ea a lucrat ca soră la Crucea Roșie.
În februarie 1916 fiica ei cea mare s-a căsătorit la Coburg cu Prințul Friederich de Gluckburg și a devenit bunică când s-a născut primul copil al cuplului, Prințul Hans de Glucksburg, în mai 1917. La cea de 35-a aniversare a nunții sale, în aprilie 1931, fiul ei Gottfried s-a căsătorit cu Prințesa Margarita a Greciei și Danemarcei. În anii care au precedat Al Doilea Război Mondial, Alexandra a fost o susținătoare a Partidului nazist, l-a care a aderat la 1 mai 1937, împreună cu câțiva dintre copiii ei. A murit la Schwäbisch Hall, Baden-Wurttemberg, Germania în 1942.